# Episiotomia

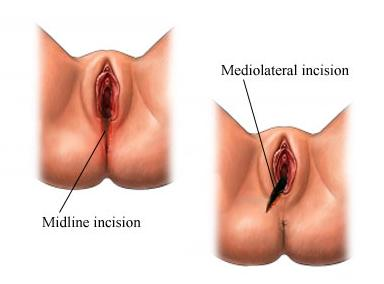
Dibuix d'episiotomies mitja i obliqua.

Una episiotomia és la realització d'una incisió quirúrgica a la zona del perineu femení, que comprèn pell, pla muscular i mucosa vaginal, la finalitat és la d'ampliar el canal "tou" per abreujar el part i accelerar la sortida del fetus. Es realitza sota anestèsia local amb tisores o bisturí i requereix una sutura. És un dels procediments mèdics més comuns que es realitzen a les dones. Encara que el seu ús rutinari en el part ha disminuït en les últimes dècades, encara és una pràctica generalitzada en moltes parts del món, d'utilitat controvertida. En tot cas el seu ús hauria de ser restrictiu.

## Etimologia
L'any de 1857, un tal Braun va proposar el neologisme episiotomia que deriva del grec episeion" Aquesta paraula estaria formada per episi, és a dir vulva o pubis, i tomi, de tallar.

## Descripció
L'episiotomia en si és un tall o secció a la vagina durant el part. L'objectiu de l'episiotomia és obtenir ràpida i artificialment una gran obertura al cos de la dona per a treure amb més facilitat al fill. En alguns casos la incisió no es fa a la vagina sinó al ventre, i llavors es tracta d'una cesària. Després de la sortida del nadó cal cosir la incisió, és el que es diu episiorrafia.
Els punts es cusen amb un fil reabsorbible, de manera que cauen sols al cap d'unes dues setmanes. El postoperatori consisteix en la ingestió d'analgèsics per a ajudar la mare a suportar el dolor, en especial les primeres hores. Durant la cicatrització cal una neteja molt acurada, ja que es pot infectar amb molta facilitar, i l'aplicació de fred o gel, de vegades acompanyada amb analgèsics, per a mitigar la tibantor i el dolor. Existeixen coixins especials, en forma de flotador, perquè la mare pugui seure els dies posteriors a la intervenció. La mare no pot practicar el coit vaginal fins que la cicatriu no estigui completament curada, i fins i tot després moltes mantenen la por de realitzar-lo, encara que ja hagi passat el temps de perill que es reobri. En general, l'episiotomia allarga i fa més dur el postpart.

## Classificació
L'episiotomia es classifica segons l'orientació de la secció, i pot ser: De totes aquestes, la mitja és la més perillosa, ja que implica un risc major de dany a l'esfínter anal i al recte.
- lateral (perpendicular a la direcció de la vulva), avui desaconsellada per l'elevat risc de seccionar les glàndules de Bartholin durant la secció.
- mitja (en direcció a l'anus), sol ser d'uns quatre centímetres de longitud i al 20% dels casos provoca una ruptura de l'esfínter anal. Tot i que es continua fent en alguns països anglosaxons, avui es prefereix l'obliqua perquè presenta menys riscos de dany a l'anus i al perineu.
- obliqua (a uns 45° de l'eix de la vulva). Sol ser d'uns sis centímetres de longitud de mitjana.

## Història
Sembla que Sir Fielding Ould podria haver estat el primer home a realitzar una episiotomia a una dona, en principi per a vèncer la resistència perineal i afavorir l'expulsió fetal. Més tard, els doctors De Lee i Pomeroy van aconsellar la realització sistemàtica del procedir en l'assistència dels parts, sense que hi hagués proves científiques ben fonamentades dels seus presumptes beneficis. L'Organització Mundial de la Salut només admet l'episiotomia en casos en els quals sigui estrictament necessària i als quals les altres alternatives tinguin pitjors conseqüències per a la mare i el fill.

## Antics motius de l'episiotomia
Alguns obstetres han realitzat sistemàticament l'episiotomia per tal d'efectuar fàcil i ràpidament l'extracció del fill, sense consultar ni demanar permís a la mare. Els arguments sobre possibles beneficis, però, no han estat demostrats, i fins i tot hi ha casos en els quals actualment se sap que la tendència és més aviat inversa. Aquestes motius havien estat:
- Abreujar el període expulsiu.
- Protegir el perineu i l'anus, evitant el possible esquinçament perineal: Actualment s'ha demostrat que no només no els protegeix sinó que multiplica els riscos fins a sis mesos després del part.[6] S'ha demostrat és que en parts vaginals normals la freqüència d'esquinços greus o complicats és baixa en absència d'episiotomia, i que l'existència d'aquests esquinços no podria prevenir-se amb la pràctica sistemàtica d'aquesta.
- Prevenir el prolapse genital (despenjament d'una part de l'òrgan genital femení a conseqüència del relaxament dels seus mitjans de fixació): L'episiotomia no hi té res a veure i danya més l'aparell sexual i la qualitat de vida de la mare al postpart que no pas l'absència d'ella.
- Prevenir la incontinència urinària: S'han realitzat nogensmenys estudis de seguiment al llarg de cinc i set anys als quals es va observar que la incontinència no es va veure influïda pel tipus de part i la probabilitat de presentar-la després de tres parts o tres cesàries és molt similar.

## Indicacions
Només s'ha de considerar en:
- Part vaginal complicat (de natges, distòcia d'espatlles, fòrceps, vacuum);
- Cicatrització de mutilació genital femenina o estrips (vulvovaginals) mal curats de tercer grau o de quart grau;
- Patiment fetal.

## Riscos
La majoria dels estudis revelen que l'episiotomia en la línia mitjana (que gairebé mai s'utilitza, l'habitual és l'obliqua) és un dels factors de risc més importants de lesió de l'esfínter anal i per això, d'incontinència fecal. Tampoc la cesària no protegeix totalment les dones de la probabilitat d'una disfunció anorectal puerperal. L'episiotomía augmenta la dolor al perineu durant el postpart, les complicacions a la defecació (restrenyiment, hemorroides, etc.) i altres trastorns.